# جامعة وودج
جامعة وودج (بالبولندية: Uniwersytet Łódzki، باللاتينية: Universitas Lodziensis) هي جامعة بحثية عامة تأسست في عام 1945 في وودج، بولندا، استمرارا للمؤسسات التعليمية العاملة في وودج في فترة ما بين الحربين العالميتين — معهد تدريب المعلمين –، والمدرسة العليا للعلوم الاجتماعية والاقتصادية (1924 – 1928) وقسم من الجامعة البولندية الحرة (1928 – 1939).
جامعة وودج هي جامعة تقليدية مملوكة للدولة ومعتمدة بالكامل. وهي واحدة من 18 مؤسسة من نوعها في بولندا.
ينتسب إليها أكثر من 25000 طالب و2600 مدرس.
يشمل تعاونها الدولي 385 مؤسسة شريكة من جميع أنحاء العالم.
يتم تقديم مجموعة من دورات البكالوريوس والماجستير والدراسات العليا باللغة الإنجليزية كلغة تدريس للطلاب البولنديين والأجانب.
نتيجة للتعاون الواسع النطاق مع الجامعات في جميع أنحاء العالم، مثل جامعة تكساس في أوستن، جامعة مونستر، جامعة بالتيمور، وجامعة ميريلاند، وجامعة سنتريا للعلوم التطبيقية (كوكولا، فنلندا)، وجامعة توسون، وغيرها يمكن لطلاب جامعة وودج التخرج بدبلومات مزدوجة.
 

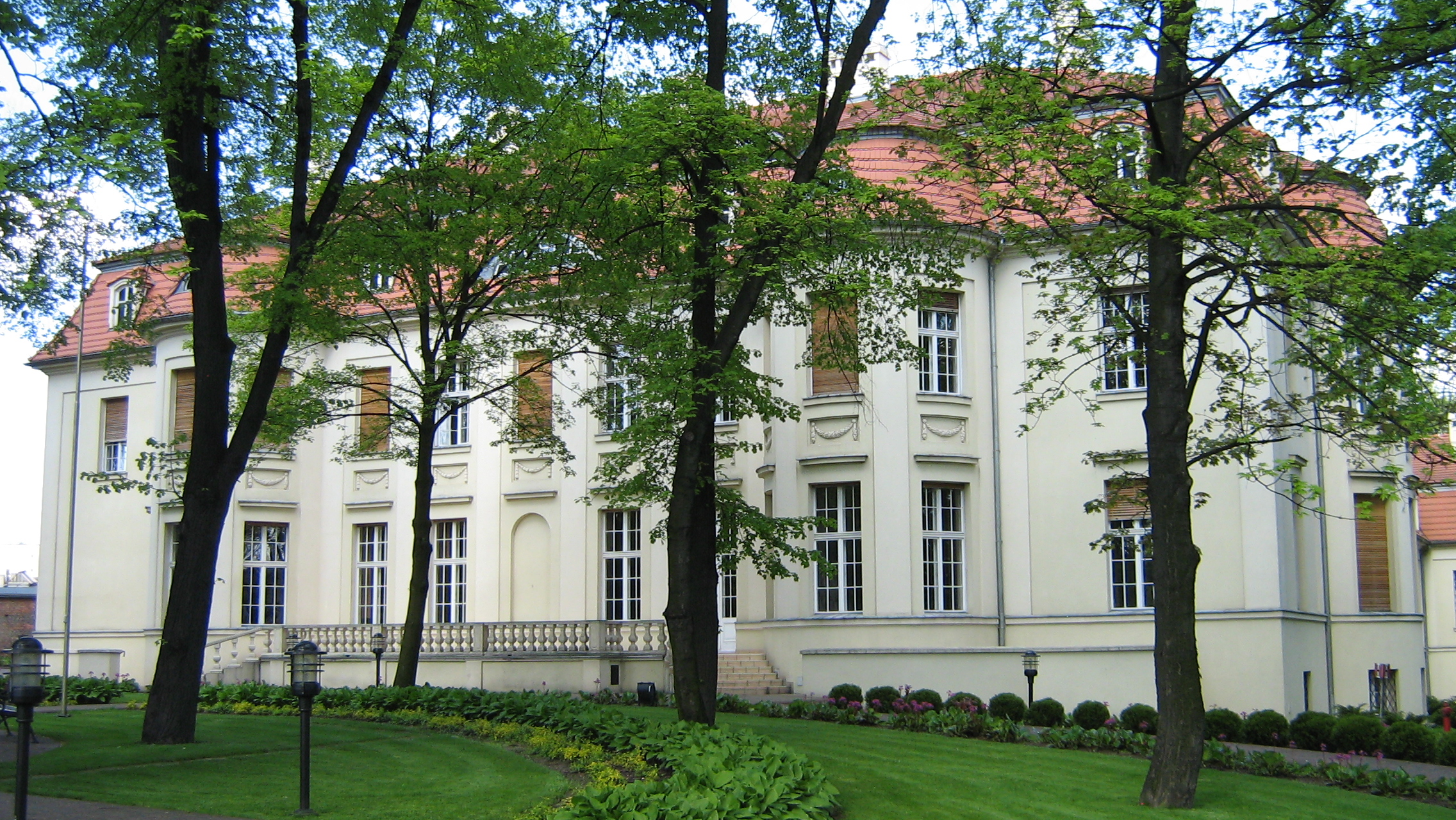
قصر ألفريد بيدرمان، مقر معهد الثقافة المعاصرة، جامعة وودج

تسعى جامعة وودج جاهدة للحفاظ على معاييرها الأكاديمية العالية، وتشمل أحدث الشهادات منها:
- المركز الثالث بين الجامعات البولندية من حيث جودة التدريس في العلوم الاقتصادية، كما هو موضح في تصنيف 2011 من قبل جريدة جازيتا بانكوا (جريدة مالية ومصرفية بولندية محترمة)[8]
- المركز الثاني بين الجامعات البولندية لتأهيل المحامين المستقبليين، مثل المستشارين القانونيين وكتاب العدل في القانون المدني، كما هو موضح في تصنيف 2010 من قبل وزارة العدل البولندية[9]
- المركز الرابع بين مؤسسات التعليم العالي البولندية ذات المكانة الدولية، كما هو مستخلص من نتائج تصنيفات جامعة كواكواريلي سيموندز العالمية (QS) وترتيب ويبوميتركس لجامعات العالم لعام 2010[10]

## المكتبة
مكتبة جامعة وودج هي واحدة من أكبر وأحدث المكتبات الأكاديمية في أوروبا الوسطى. مجموع محتوياتها يصل إلى 3 ملايين مجلد. الجزء الرئيسي من مجموعة الكتب موجود في غرف تخزين المكتبة. يتم وضع الكتب والمجلات المتبقية في أقسام المراجع: غرفة القراءة الرئيسية وغرف الدراسة. يمكن للمستخدمين المسجلين استخدام ماكينات الدفع الذاتي لإعارة الكتب وإعادتها في بعض المجموعات. بصرف النظر عن مكتبة الجامعة الرئيسية، هناك 106 مكتبة فرعية ويتم تعديل مجموعاتها وفقًا للأنشطة العلمية والتعليمية للمؤسسات. أصبح عدد حاملي بطاقة المكتبة المسجلين الآن أكثر من 20000.

## السلطات
الفترة الحالية (2016-2020):
- عميد جامعة وودج (رئيساً) - الأستاذ الدكتور أنتوني روزالسكي.
- نائب رئيس الجامعة للتعاون المحلي والدولي - د. باوي ستاروستا، أ. مساعد.
- وكيل الجامعة للبحث العلمي - أ. د. إلزبيثا زادزينسكا.
- وكيل الجامعة لشؤون الطلاب - د. توماس سيسلاك أستاذ مساعد.
- وكيل الجامعة للتعليم - الأستاذ الدكتور سلاومير سيسلاك.
- وكيل الجامعة للشؤون المالية - د. جرزيغورز أوربانك، أستاذ مساعد.

## رؤساء الجامعة
1. تاديوش كوتاربينسكي - 1945-1949
2. جوزيف تشاسينسكي - 1949-1952
3. يان سيزبانسكي - 1952-1956
4. آدم سبونار - 1956-1962
5. ستيفان هرابيك - 1962-1965
6. جوزيف ستانيسلاف بيتوفسكي - 1965-1968
7. أندريه نادولسكي - 1968-1969
8. زيزسلاو سوارسينسكي - 1969-1972
9. يانوش جورسكي - 1972-1975
10. روموالد سكورونسكي - 1975-1981
11. جيرزي فروبلوسكي - 1981-1984
12. ليزيك فويتشاك - 1984-1990
13. ميشال سيورينسكي - 1990-1996
14. ستانيسلاف ليزيفسكي - 1996-2002
15. فيسلاف بو - 2002-2008
16. ولوزوميرز نيكل - 2008-2016
17. أنتوني روزالسكي - 2016-2020
18. إليزبيتا زازينسكا - 2020-

## الكليات
| الاسم                           | التأسيس | اللون |
| ------------------------------- | ------- | ----- |
| علم الأحياء وحماية البيئة       | 2001    |       |
| كيمياء                          | 2007    |       |
| الاقتصاد وعلم الاجتماع          | 1965    |       |
| فقه اللغة                       | 1952    |       |
| الفلسفة والتاريخ                | 1952    |       |
| الفيزياء والمعلوماتية التطبيقية | 2007    |       |
| الرياضيات وعلوم الحاسوب         | 2007    |       |
| العلوم الجغرافية                | 2001    |       |
| العلوم التربوية                 | 1991    |       |
| القانون والإدارة                | 1945    |       |
| إدارة                           | 1994    |       |
| الدراسات الدولية والسياسية      | 2000    |       |

## خريجون متميزون
- أندريه سابكوسكي، كاتب خيالي، اشتهر بسلسلة كتبه الويتشر.
- جيرزي كوزينسكي، روائي معروف بروايات الطائر الملون والوجود هناك.
- باوي إيدلمان، المصور السينمائي، المرشح لجائزة الأوسكار وجائزة جوائز الأكاديمية البريطانية للأفلام، فاز بجائزة سيزار لأفضل تصوير سينمائي.
- أنتونينا كوسكوفسكا، عالمة اجتماع، وعضو في الأكاديمية البولندية للعلوم (PAN)، ورئيسة الجمعية البولندية لعلم الاجتماع.
- فلاديسلاف باسيكوفيسكي، مخرج سينمائي وكاتب سيناريو.
- ياروسلاف ماريك ريمكيفيتش، شاعر وكاتب مقالات ومسرحيات وناقد أدبي.
- كرزيستوف سكيبا، موسيقي، مغني، كاتب أغاني، كاتب ساخر، كاتب مقالات وممثل.
- أنيتا ويرنر، صحفية تلفزيونية، وممثلة سابقة.
- ألكساندرا زيولكوفسكا-بوهم، كاتبة ومؤلفة كتب عن السيرة الذاتية.
- ماريك بيلكا، أستاذ الاقتصاد ورئيس الوزراء الأسبق والرئيس الحالي لبنك بولندا الوطني.
- جيرزي كروبيويكي، سياسي يميني.
- سيزاري جراباتشيك، سياسي ووزير سابق للبنية التحتية.
- جاسيك ساريوسز فولسكي، دبلوماسي، وسياسي وعضو في البرلمان الأوروبي: عضو في البرلمان الأوروبي (الذي انتخب في 13 حزيران 2004).
- جوانا سكرزيدليوسكا، سياسية وعضو البرلمان الأوروبي.
- يانوش فويتشوفسكي، سياسي وعضو في البرلمان الأوروبي.
- جاسيك زاكارويتش، سياسي.
- كيث وايت هانت، مدير تنفيذي دولي أول في القطاعات الأكاديمية والتجارية والحكومية.
- مارسين تيبورا، فنان قتالي مختلط محترف، الوزن الثقيل الحالي في بطولة القتال النهائي[16]

## وحدات أخرى
- مركز الكسيس دي توكفيل للفكر السياسي والقانوني
- مدرسة البولندية للأجانب - أول مدرسة بولندية للأجانب في بولندا، منذ عام 1952

## الأصول
تم إنشاء الجامعة بعد التدمير الكامل لوارسو، أثناء وبعد انتفاضة وارسو، وبعد طرد البولنديين من لفيف. كان أحد مؤسسيها البارزين البروفيسور تيودور فييجر من الجامعة البولندية الحرة. خلال السنة الأولى من العملية (العام الدراسي 1945-1946)، قبلت جامعة وودج أكثر من 7 آلاف طالب وتم تقسيمها إلى 6 كليات (بما في ذلك كليات الصيدلة والطب وطب الأسنان التي شكلت مؤسسة منفصلة في عام 1950 )، والتي تم تقسيمها لاحقًا إلى الكليات الـ 12 الحالية. في عام 1998، تم إنشاء فرع لجامعة وودج في توماشوف مازوفيتسكي.

## معرض الصور

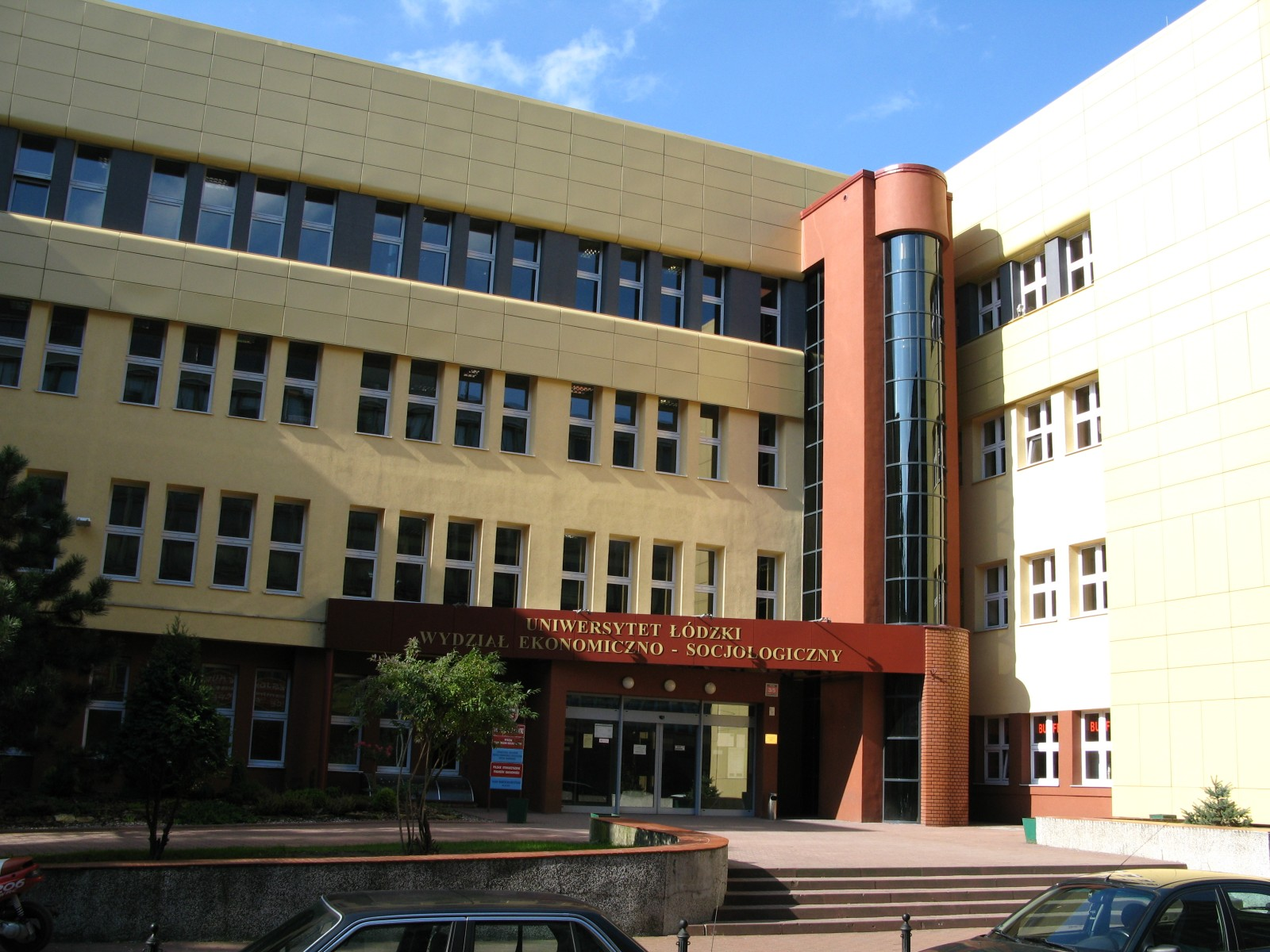
كلية الاقتصاد وعلم الاجتماع
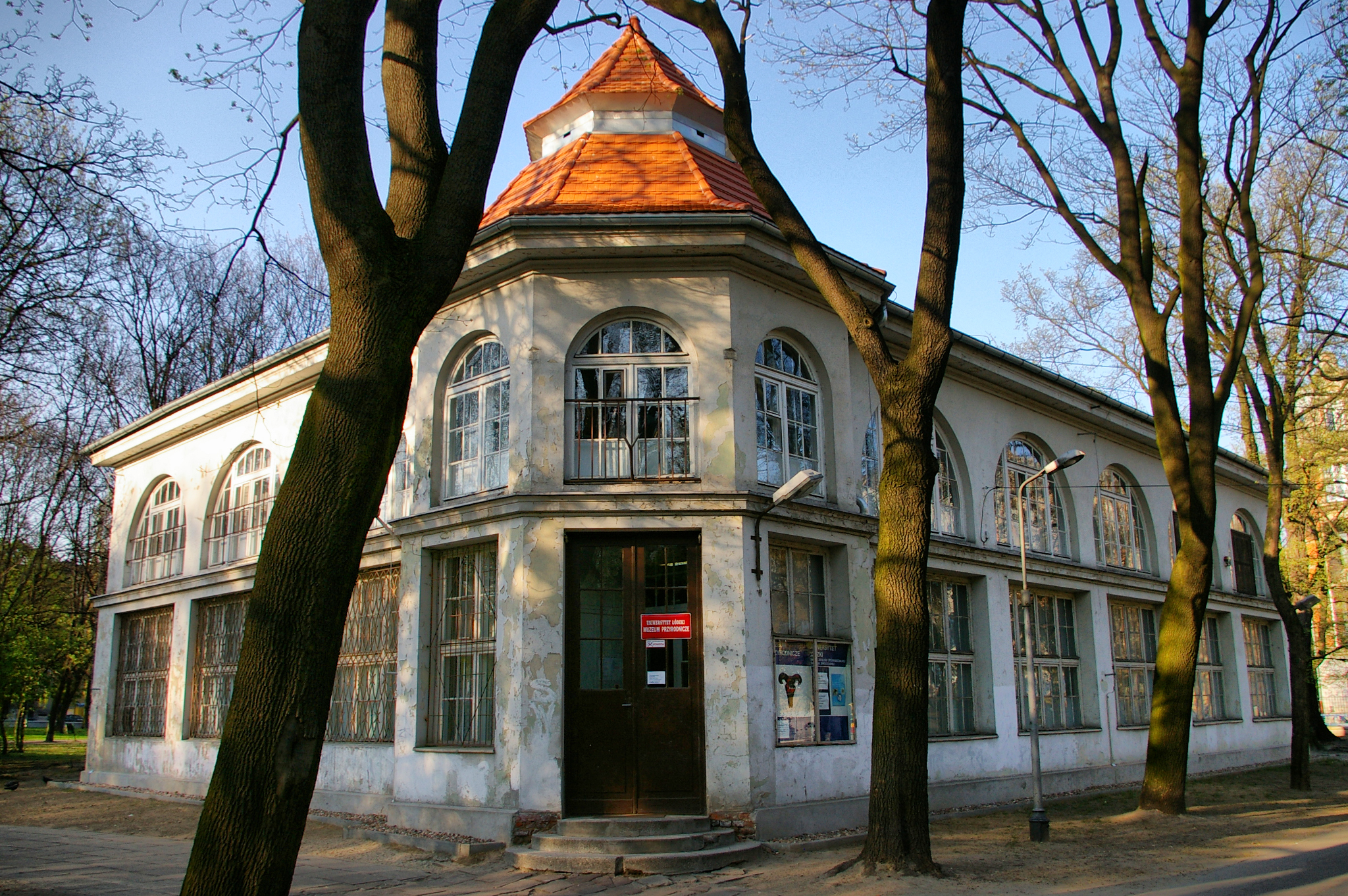
متحف الجامعة للتاريخ الطبيعي
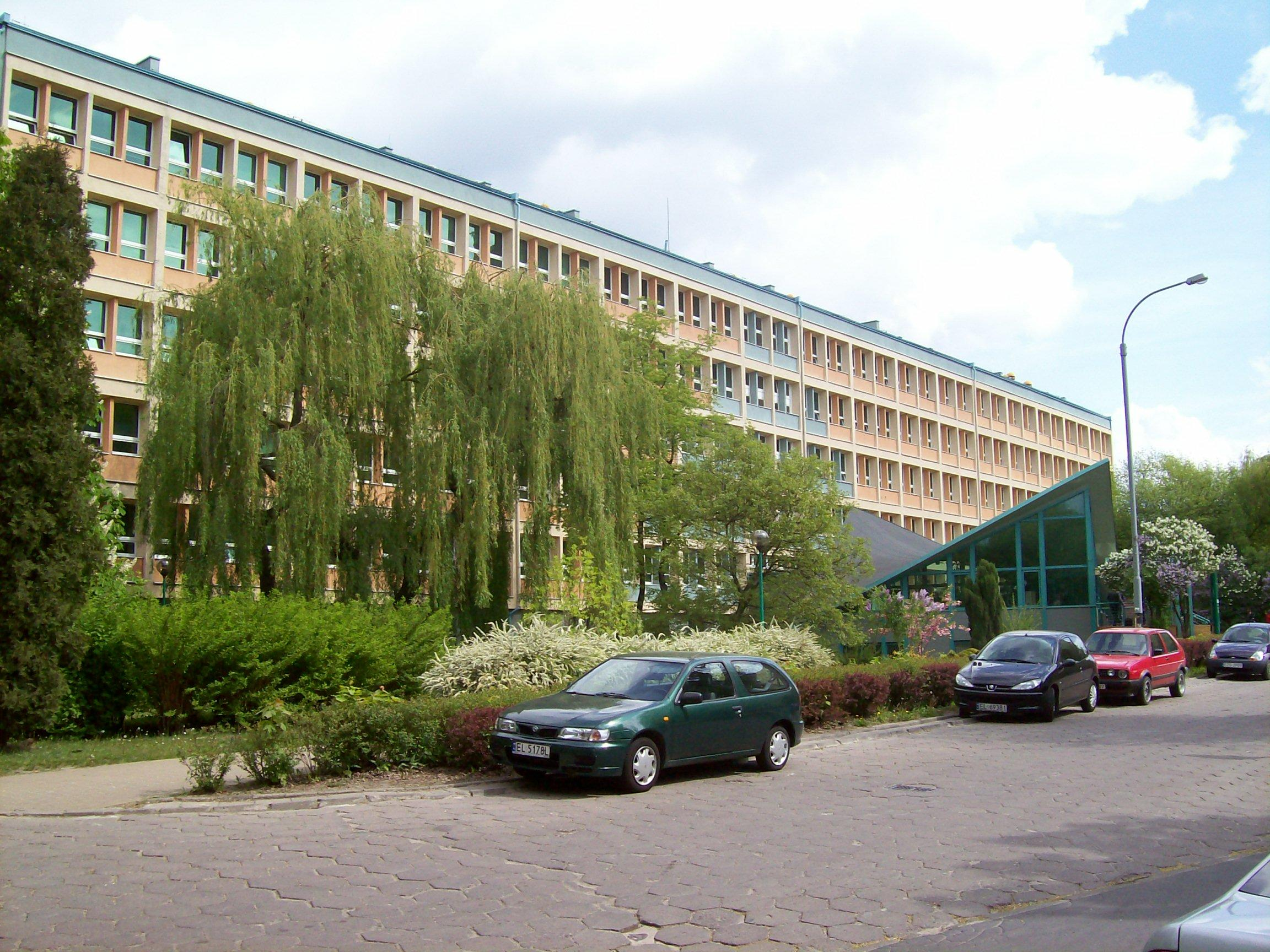
كلية الأحياء وحماية البيئة
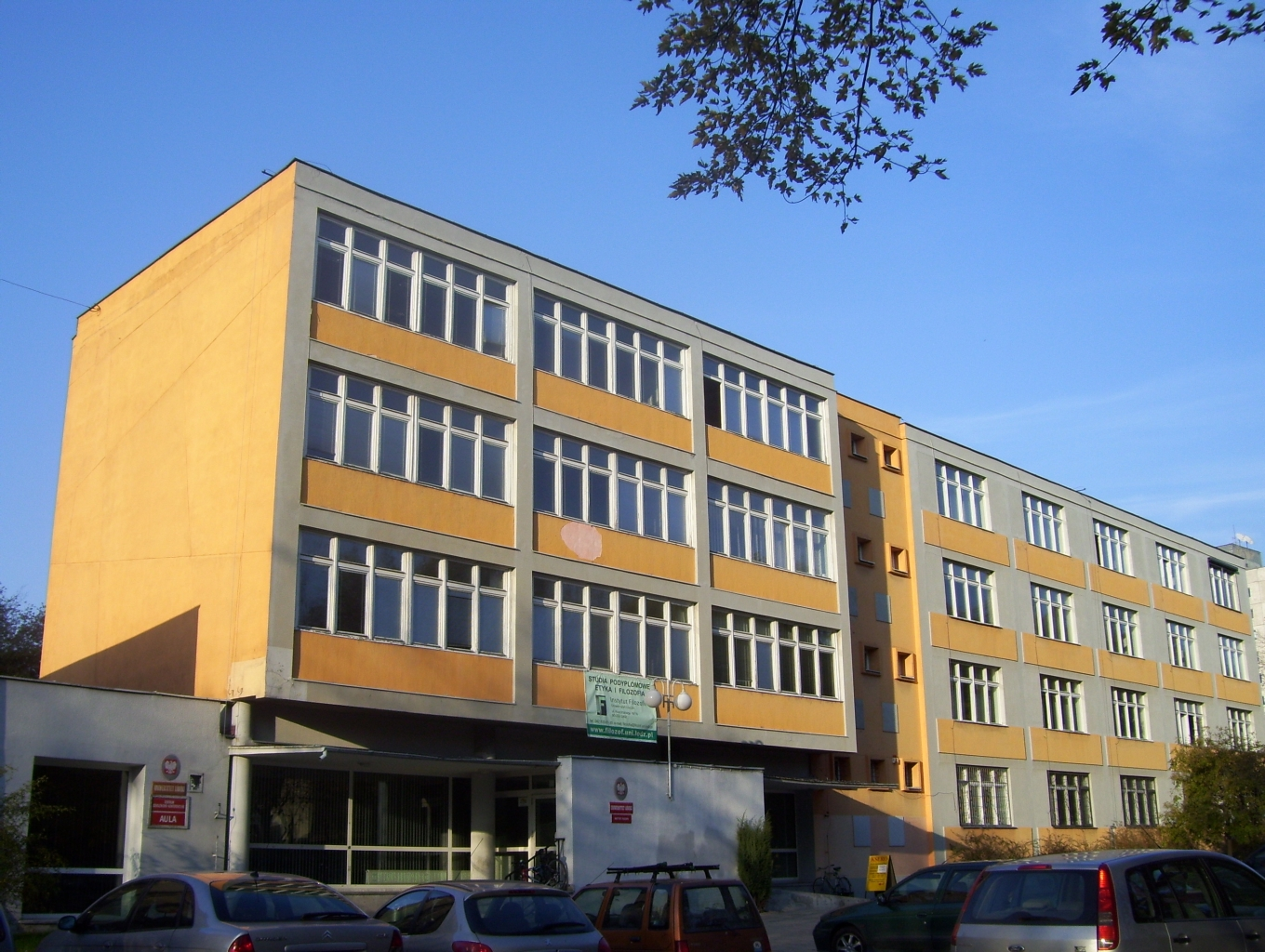
كلية الفلسفة والتاريخ
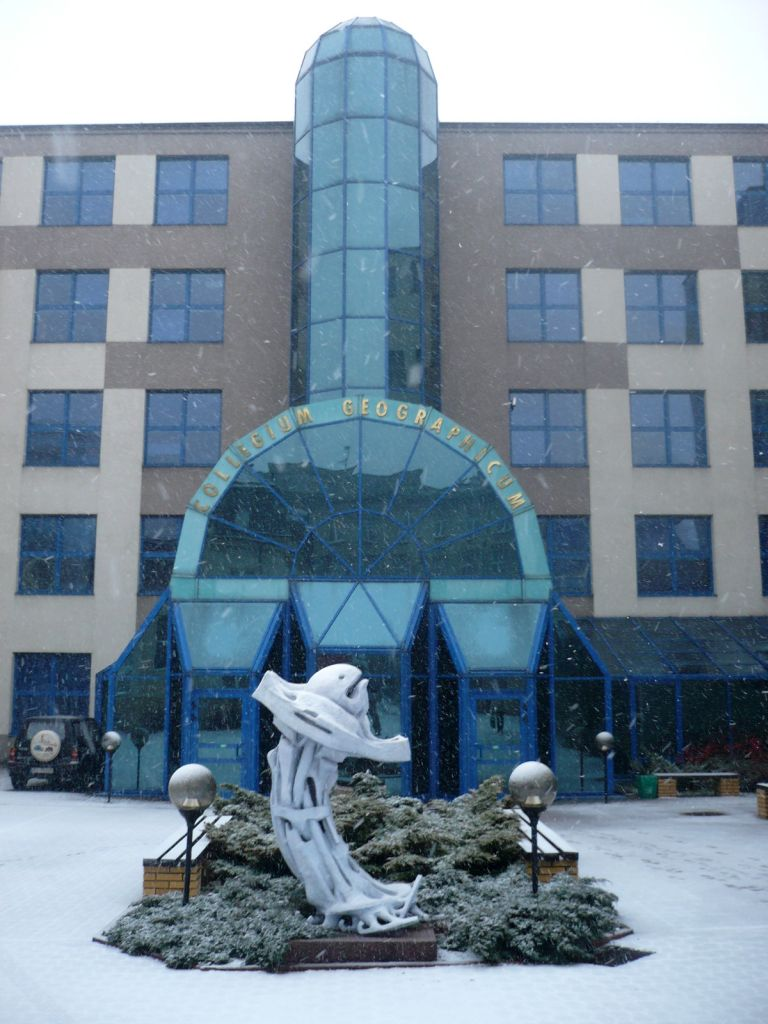
كلية العلوم الجغرافية
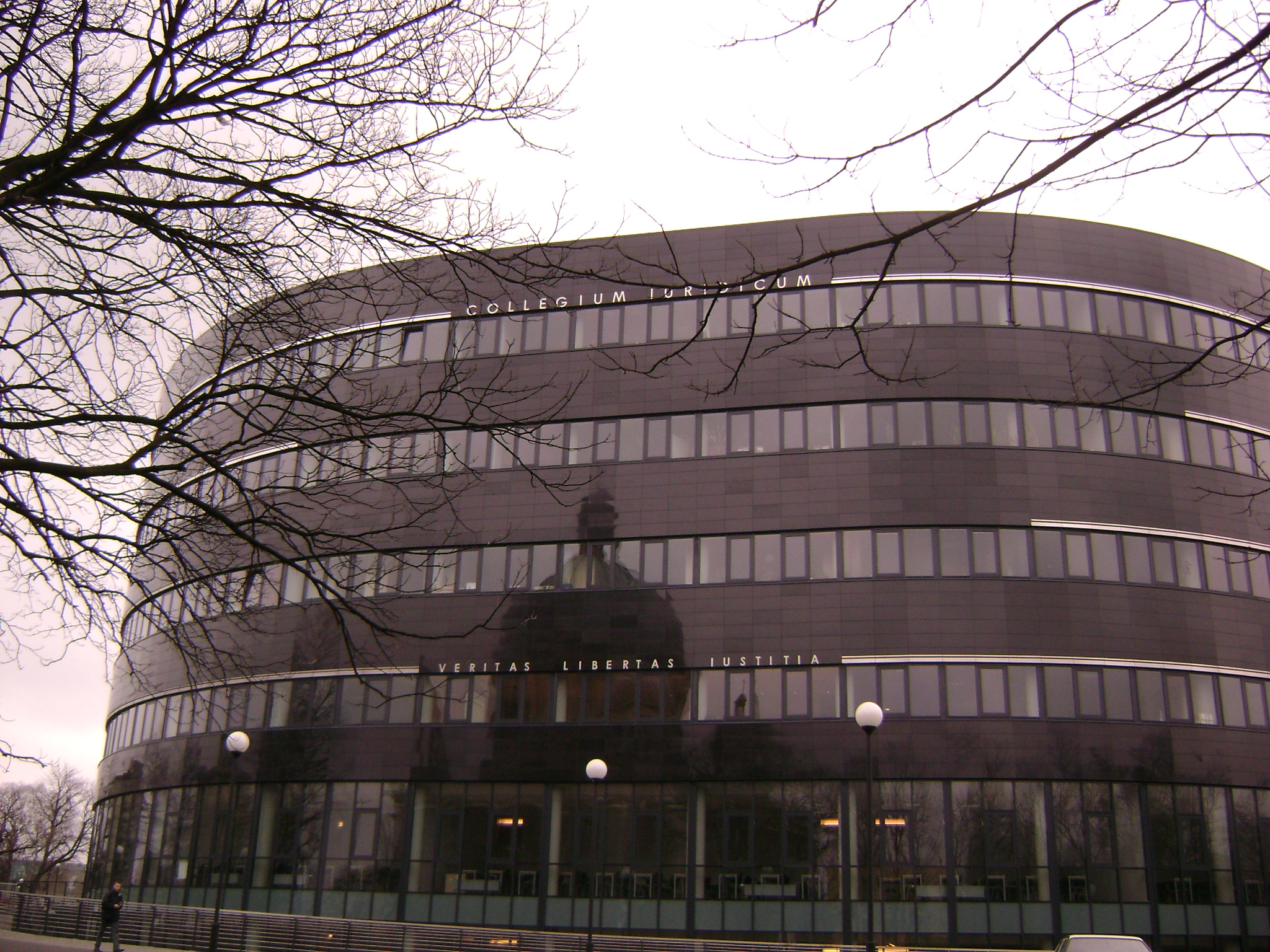
كلية الحقوق والإدارة
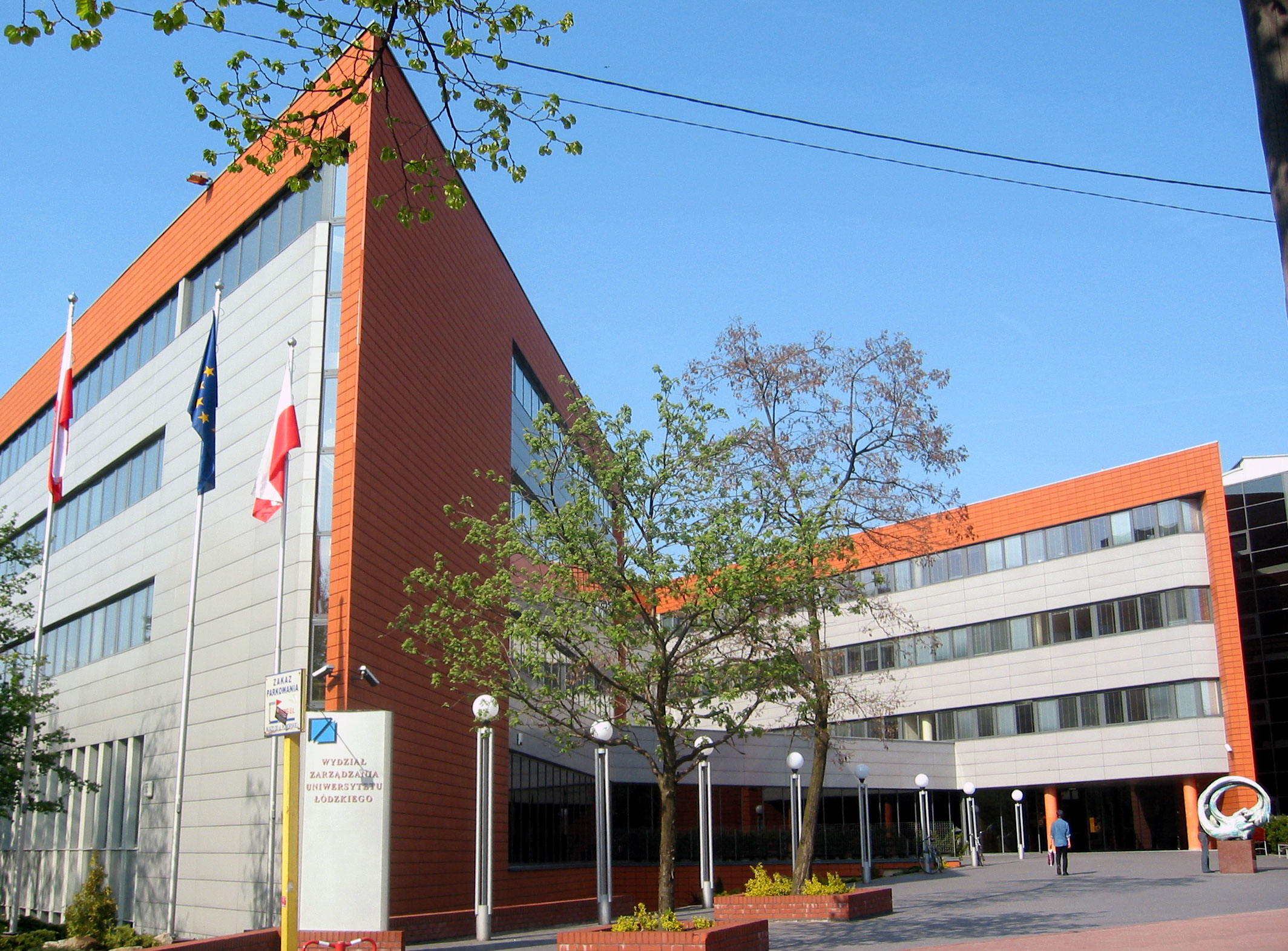
كلية الإدارة
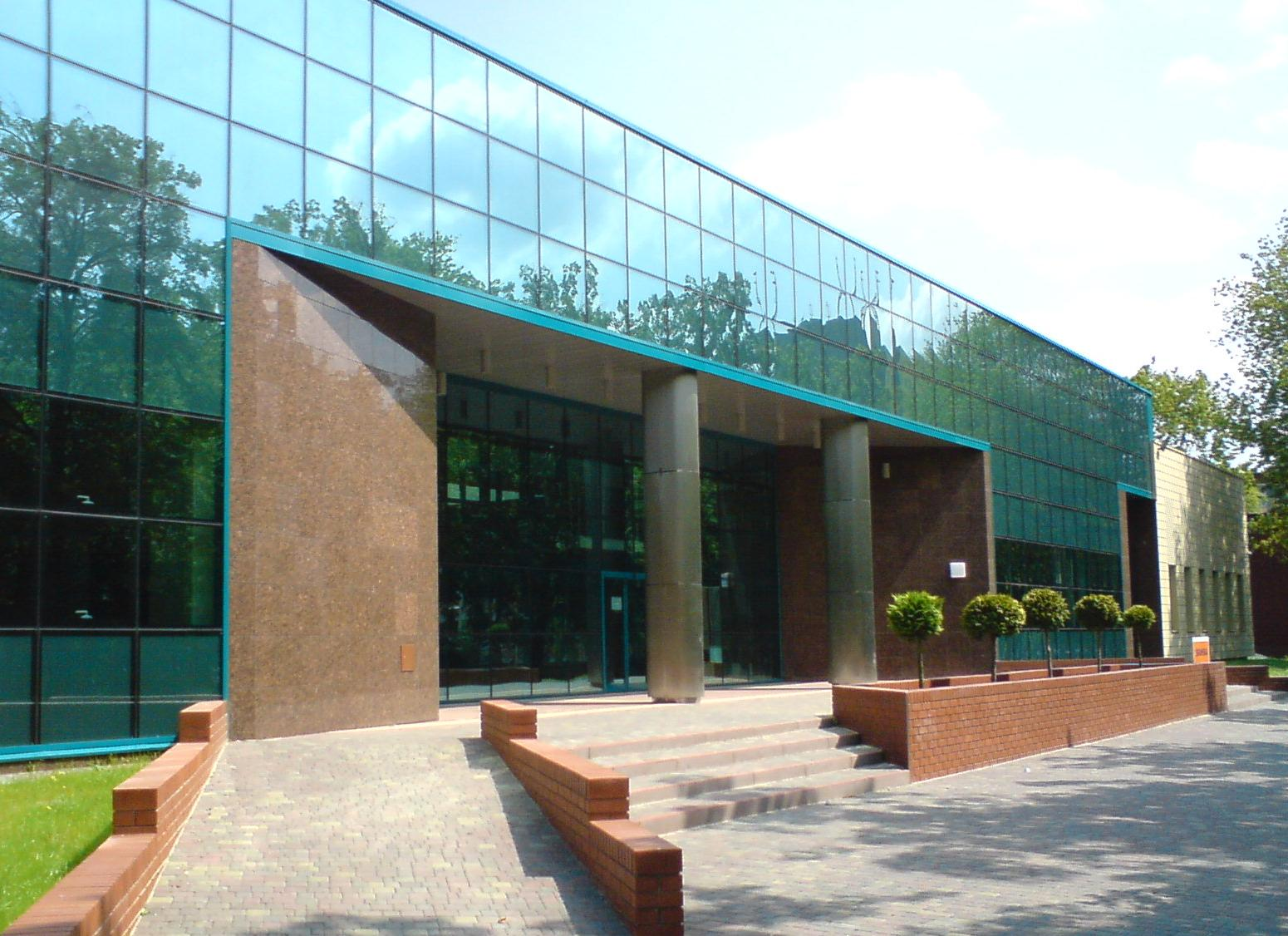
كلية الأحياء وحماية البيئة

## روابط خارجية
- الموقع الرسمي